# Девід Санчес (боксер)
Девід Санчес Канту (2 лютого 1992 — 19 травня 2017) — мексиканський професійний боксер другої найлегшої ваги, «тимчасовий» чемпіон Світової боксерської асоціації (WBA) з січня 2014 по вересень 2015 рр.

## Професіональна кар'єра
Д.Санчес виграв титул «тимчасового» чемпіона WBA в другій найлегшій вазі, перемігши Брейлона Терана з Тіхуана (Баха-Каліфорнія) у Мексиці 24 травня 2014 року. Втратив титул 19 вересня 2015 року, програвши технічним рішенням у десятому раунді бою проти Луїса Консепсьйона (Панама).
Мексиканець провів 38 боїв на професійному рівні, з яких виграв в 31-му (23 — нокаутом), чотири рази програв і двічі бої завершувалися внічию.

## Смерть
Девід Санчес загинув в автокатастрофі 19 травня 2017 року разом з 23-річним братом Джонатаном. Обидва померли, коли автомобіль, яким вони їхали з Ермосільо в рідне село Побладо Мігель Алеман, зіткнувся з трактором на околиці Ермосільо. Обставини ДТП не уточнюються.